# Бекство из затвора (ТВ серија)
Бекство из затвора (енгл. Prison Break) америчка је ТВ серија чија је прва епизода премијерно приказана на у, 29. августа 2005. године и коју је тада пратило више од 10,5 милиона гледалаца. Серија је и на Балкану остваривала рекордну гледаност, а у Србији је емитована на каналу РТС 1.
Телевизија Фокс, на којој се серија емитовала за америчко тржиште, није забележила овакав успех још од 1998. године, када су емитоване Мелроуз Плејс и Али Мекбил. Популарности ове серије највише доприноси јединствена „серијализована” структура радње, као и чињеница да се мало која телевизијска серија заиста снимала у затвору. Успеси и признања које је ово остварење добило као „затворска драма” поново су побудили интересовање публике за овај жанр.
Серија је напета прича која у почетку говори о човеку осуђеном на смрт за злочин који није починио и о његовом брату који је смислио савршен план како да га избави из строго чуваног затвора у који је смештен, док се на крају радња почиње тицати исправљања државне неправде и спасавања Сједињених Држава од потенцијално највеће криминалне организације на свету. Ова интригантна драма у свакој епизоди увек открива нове детаље, а гледаоце на крају оставља у невероватном ишчекивању наставака који доносе потпуно неочекиване преокрете и расплете.
Дело је написао Пол Шеринг, а произвела  у сарадњи са Original Television и телевизијом Фокс. Музику је компоновао Рамин Џавади, који је био номинован за награду Еми 2006. године. Идеја за серију представљена је продуцентима Фокса 2003. године, али тада није прихваћена, јер серија — наводно — није имала потенцијал за дугорочно приказивање. После неког времена, поново је била разматрана могућност снимања десетоделне мини-серије. Како год, та мини-серија није реализована. Због популарности серија 24 (2001) и Изгубљени (2004), продуценти су на крају ипак променили одлуку.
Бекство из затвора се састоји од пет сезона (90 епизода), а укључује и ТВ филм који је у склопу четврте сезоне снимане у Лос Анђелесу.
8. августа 2015. године, званично је потврђено да наставак приче у виду деветоделне мини-серије долази на Фокс. Обојица „браће” и већина остатка главне екипе репризира своје улоге, а наставак заправо представља пету сезону. Фокс је 15. јануара 2016. званично наручио снимање наставка серије, које је почело априла исте године у Канади и Мароку. Позната су имена десет нових ликова, те да се радња фокусира на извођењу плана за највеће бекство у овој серији икада. Премијера прве епизоде пете сезоне у САД била је 4. априла, а последња епизода серије је приказана 30. маја 2017. године на у.
У јануару 2018, Фокс је потврдио да је започет рад на наставку — 6. сезони; међутим, у августу 2019. Фокс је објавио да немају у плану настанак новог дела, док је глумац који је играо главну улогу рекао у новембру 2020. да не планира да се врати у серију.

## Преглед
| Сезона | Сезона | Епизода | Премијерно емитовање | Премијерно емитовање |
| Сезона | Сезона | Епизода | Почетак емитовања    | Завршетак емитовања  |
| ------ | ------ | ------- | -------------------- | -------------------- |
|        | 1      | 22      | 29. август 2005.     | 15. мај 2006.        |
|        | 2      | 22      | 21. август 2006.     | 2. април 2007.       |
|        | 3      | 13      | 17. септембар 2007.  | 18. фебруар 2008.    |
|        | 4      | 24      | 1. септембар 2008.   | 15. мај 2009.        |
|        | 5      | 09      | 4. април 2017.       | 30. мај 2017.        |

### Прва сезона
Теренс Стедман, брат потпредседнице САД, недавно је убијен. Главни осумњичени за његову смрт је Линколн Бароуз. Због снажних доказа који му не иду у прилог, Линколн бива осуђен на смртну казну и послат у затвор „Фокс Ривер”.
Линколнов брат, Мајкл Скофилд, уверен је у братову невиност. Он решава да брату спасе живот тако што ће да га избави из затвора. Скофилд је радио на реконструкцији затвора у који је Линколн смештен, те сада набавља планове грађевине. Због компликованих планова, он одлучи да их истетовира на горњем делу свога тела, камуфлирано и с масом мотива. Затим организује пљачку банке да би и сам доспео у „Фокс ривер”, а након што му то и пође за руком, започиње опсежни план ка избављењу брата. На том путу открива да је то далеко теже него што је мислио...
У затвору, Скофилд изазива проблеме с бившим шефом мафије, Џоном Абруцијем. Тако Абруцију открива своје планове за бекство, да би му овај обезбедио возило након преласка зидина, а заузврат — Скофилд му обећава да ће да му открије где се крије Ото Фибоначи, цинкарош који је полицији пријавио Абруција због чега је он и доспео у затвор. Да би спровео свој план у дело, Скофилд полако укључује затворенике који су му потребни, међу којима су педофил Теодор „Ти-Бег” Бегвел (шеф банде белаца), Бенџамин Мајлс „Стотка” Френклин (који има добре везе унутар затвора), те Фернандо Сукре (ухапшен због оружане пљачке мале продавнице), који ће му постати најбољи пријатељ. Најстарији затвореник је Чарлс Вестморланд, за кога Мајкл верује да је у ствари озлоглашени Д. Б. Купер (чувени отмичар авиона). Вестморланд се придружује Скофилдовој групи за бекство након што му управа затвора не дозволи посету болесној ћерци. Он, иначе, крије 5 милиона америчких долара од пљачке у Јути, око чега се дижу тензије међу „екипом” (ко ће да се домогне новца након изласка). Сви они с Мајклом и његовим братом — уз Абруцијеву помоћ — добијају посао у „Затворској индустрији”.
Рута за бекство пролази кроз болничку собу, а води и кроз собу где бораве чувари. Да би доспели до те собе, Вестморланд у њој пали ватру како би је уништио, након чега „Затворска индустрија” добија посао да реновира уништену просторију. Из те просторије затвореници копају рупу, која омогућава пролаз кроз подземни канал у собу хитне помоћи. Бекство би по договору тима требало да буде изведено дан пре Линколновог погубљења, али он се потуче с једним чуварем да би га спречио да открије план. За казну га шаљу у самицу, што Мајклов план учини немогућим. Ствари се додатно искомпликују када одводна цев у болничкој соби, која је кородирана и која је требало да буде део руте за бег пошто би је ишчупали из зида, буде потпуно неочекивано замењена новом. У међувремену, бивша Линколнова девојка Вероника Донован и његов адвокат (сада Вернокин момак) Ник Саврин покушавају да докажу да Линколн није крив, што доводи до открића да иза свега стоји потпредседница владе која се управо кандидује за председника САД. Агент тајне службе Пол Келерман и гувернер Илиноиса Френк Танкреди, који је отац Саре Танкреди (запослене као докторка у затвору „Фокс ривер”), припадају потпредседничином тиму. Они покушавају Веронику и Ника да спрече да сазнају истину. Вероника открива да потпредседничин брат Теренс Стедман није убијен и да је жив. Након што успе одложити Линколнову егзекуцију, Скофилд одглуми нервни напад, како би доспео на психијатријско одељење затвора. Вероника открива Теренсово пребивалиште, али бива заробљена а потом и убијена у кући где се он налази...

### Друга сезона
Осам часова након бекства из затвора „Фокс ривер”, фокусирајући се на Мајкла, Линколна и остале, специјални агент ФБИ-ја Александер Махон добија задатак да пронађе и ухапси „Осморку из Фокс Ривера” (Мајкл, Линколн, Сукре, Абруци, Ти-Бег, Стотка, Твинер и Шашави).
Након пропуштеног лета, бегунци — сваки са својим циљем али са истом одлуком — планирају одлазак у Јуту, да узму 5 милиона долара које је Чарлс Вестморланд (који је умро у току бекства због повреде коју му је чувар Белик нанео када га је овај спречавао да открије рупу у поду) тамо сакрио. Џон Абруци Ти-Бегу секиром одсеца руку, јер се он лисицама везао за Мајкла како би се „осигурао”. Белик и управник Поуп осећају како ће ускоро сносити последице због лоших потеза у току хватања бегунаца.
Мајкл, Сукре, Ти-Бег и Стотка успевају да се дочепају новца, али Сукре (у договору с Мајклом) одглуми крађу торбе с 5 милиона, те се касније нађе с Мајклом како би поделили новац. Међутим, у торби налазе само старе књиге које им је подметнуо Ти-Бег, који сада бежи с 5 милиона долара. Након суспензије, Белик регрутује новог партнера Роја Гирија (бившег чувара „Фокс ривера”, који је посао изгубио управо због Белика) у хватању бегунаца. Ти-Бег је на путу према кући своје бивше супруге Сузан (која га је пријавила полицији и којој се — у почетку — жели осветити), а где се налазе и Белик и Гири који га сачекају у заседи. Мајкл се коначно суреће са Саром, али њих двоје неће дуго уживати јер им је Махон на трагу, а он ће се — заједно с Келерманом — потрудити и да остану раздвојени. Белик успева да натера Ти-Бега да му открије тајну, и то на бруталан начин. Оставља га везаног за радијатор и позива полицију. Ти-Бег, да би побегао, себи откида руку, те потом налази Гирија, узима му 5 милиона и убија га. После убиства Гирија, Белик бива ухваћен и изручен у затвор „Фокс ривер” због сумње да је убио Гирија, што га нимало не весели јер га у затвору чекају многи које је мучио и на којима се иживљавао док је био чувар. Агент Махон, који има психичке проблеме, добија налог од Била Кима — једног од агената „Компаније” — да убије свих осам бегунаца.
Мајкл успева да набави авион за Мексико. Тада — потпуно неочекивано — он среће свог оца, који је заједно с Линколном. Иако им је Махон опасно близу, Мајкл, Линк, њихов отац и Сукре ипак планирају украсти авион. Мајкл и отац се коначно помире, али ће Алдо то платити својим животом, због чега се Мајкл и Линк одлуче директно суочити с прогониоцима. Један борбени авион обара авион у коме је Сукре; он искаче и стиже преко странпутице код девојке Марикруз. Келерман без имало оклевања мучи Сару, како би сазнао шта га занима. Шеф Келермана и Махона, Бил Ким, присиљава ову двојицу да заједно раде на случају, док Стотка налази своју жену која пак убрзо бива ухваћена. Теренс Стедман постаје заробљеник Мајкла и Линка, али на крају — немогавши издржати притисак — извршава самоубиство. Мајкл и Линк на програму националне телевизије јавно износе своју причу путем које Мајкл Сари шаље шифроване поруке.
Махон избавља Белика из затвора како би заједно сарађивали. Сара нема поверења у Келермана и забринута је што су Мајкл и Линколн сада заједно с њим. Крећу у Чикаго, где их чека један снимак на УСБ-у на коме је разговор између Теренса Стедмана и његове сестре, а који ће доказати Линколнову невиност. Мајкл и Сара за помоћ се обраћају Поупу, да би им овај открио информације које би могле наштетити „Компанији”. Стотка Махону нуди погодбу: за пуштање његове супруге на слободу и лечење ћерке Диди, он ће му одати место где се Скофилд крије. Махон тера Стотку да се убије, али чувари затвора то спречавају.
Мајкл, Линколн и Сара долазе у власништво УСБ-а. Они се одвајају од Пола Келермана, а Махон добија налог да Скофилда и Линколна убије у року од два дана. На пријему бивше потпредседнице САД, Керолајн Рејнолдс, Бил Ким успе да ухвати Мајкла те га потом мучи. Председница Рејнолдс прихвата захтев да Линколн и Мајкл буду помиловани, због тога што ју је он уценио објављивањем компромитујућег снимка.
Керолајн неочекивано даје оставку на функцију председнице, а једини ас у рукаву који су Мајкл и Линколн имали — снимак са УСБ-а који би за Линколна значио помиловање — се тако губи. Свој једини излаз браћа сада виде у Панами...

### Трећа сезона
Сара убија Била Кима, а да је не би ухапсили — Мајкл признаје кривицу и предаје се немилосрдној и свирепој панамској полицији. Он заједно с Махоном, Беликом и Ти-Бегом доспева у „Сону”, паклени панамски затвор, који је — после масивне побуне затвореника — већина стражара напустила, те затвореници сада имају своја правила и законе (под вођством краља дроге Лечера).
Борбу за живот с једним затвореником Скофилд може да добије само уз помоћ Махона. Скофилд сазнаје да је „Компанија” планирала да он буде смештен управо у „Сону”, како би избавио једног другог осуђеника, Џејмса Вислера. Вислер, који је осуђен због убиства сина градоначелника Панаме и који се од осталих затвореника крије у канализацији затвора, говори Мајклу да уколико га неко види — моментално ће бити убијен. Махон и Скофилд су сазнали да ко пронађе Вислера, слобода му је загарантована.
Махон даје све од себе да нађе Вислера, а Ти-Бег успева да задобије поверење Лечера. Махон налази склониште Вислера и жели да га испоручи Лечеру. Скофилд то мора да спречи, да би заштитио Сару и Линколновог синовца. Он у затвор успе вратити воду за пиће, а Лечеро се одрекне испоруке Вислера. Линк преко Вислерове девојке долази до садржине једног сефа банке. У њему проналази књигу, коју мора да дȃ „Компанији”; међутим, посредница Сузан добија само копију. Линк у замену за оригинал жели доказ да су Сара и Ел Џеј живи. Он добија фотографије на којима они држе новине (како би се показао датум када су фотографије направљене). Мајкл покушава да дође у власништво јединог мобилног телефона у „Сони”, што му и успева уз помоћ Ти-Бега. Мајкл од Саре сазнаје да се она налази на једном „безнадежаном месту”, да им даје време до „12 часова”, а да је код ње „3 часа”. Напослетку, Линколн сазнаје локацију Саре и Ел Џеја, али киднапери беже. Сузан га упозорава да ово не покушава више никада. После тога, она му оставља један пакетић у гаражи хотела, у коме се наводно налази глава Саре Танкреди. Мајкл успева да добије једну собу од Лечера, коју је сам изабрао. Тако он проузрокује нестанак струје, због чега Лечеро постаје зависан од његове помоћи.
Мајкл покушава уз помоћ Линка да добије једног запосленика затвора за бекство из „Соне”, а који има задатак обављања погреба. Он би се побринуо за затворске зидине, тачније — жичану ограду, коју би разорио хемикалијом.
Ти-Бег убија једног од Лечерових пријатеља, како би заузео његово место као продавац дроге. Након што му план не успе, он покуша да придобије Махона за купца. Мајкл нуди Махону да га убаци у тим за бекство, с надом да га смири. Међутим, Махон — коме прете халуцинације — тачно процењује ситуацију и ножем прети Мајклу.
Ван затворских зидина, Линколн — уз помоћ Сузан — сређује Сукреу посао гробара у „Сони”. Мајкл још увек нема идеју како ће проћи поред сурових затворских стражара, па позива Линколна и Софију да му помогну. Сукре покушава сакрити детаље бега од Сузан, али се предомисли када му запрете убиством трудне Марикруз. Верујући како ће им кратки нестанак струје помоћи у претрчавању строго чуваног дела од тунела до ограде, Лечеро, Ти-Бег и Белик у бекство одлуче кренути први, према плану који је Мајкл сковао да би се решио ове тројке. Затворски чувари их одмах откривају, а при пуцњави Лечеро бива озбиљно рањен, док Ти-Бег и Белик бивају враћени назад у затвор. За то време, остали бегунци у тунелу са стрепњом очекују Мајклов прави план за који још увек нису потпуно сигурни да ли уопште и постоји.
Након кратке потере по панамским улицама, Линколн и Мајкл сустижу Вислера и са Сузан договарају последњи састанак на коме би извршили размену Вислера за Ел Џеја и Софију, и то на првом спрату градског музеја, где сви посетиоци морају проћи кроз детектор метала. У међувремену, затворски стражари терају Сукреа на копање властитог гроба, у коме ће бити жив закопан због помагања затвореницима у бегу. Ти-Бег, пред преосталим затвореницима, поносно најављује пад Лечерове владавине након што га је угушио јастуком...

### Четврта сезона
Мајкл проналази Сузан и Вислера у Лос Анђелесу, с намером да освети Сарину смрт. Они говоре Мајклу да је Сара побегла и да је жива. Мајкл је убрзо проналази преко Бруса Бенета, пријатеља Сариног убијеног оца. У Панами, Сукре, Белик и Ти-Бег успеју да побегну из „Соне” након побуне. Ти-Бег изналази превоз до Америке, али му возач отима паре и оставља га у мексичкој пустињи. Линколн је ухапшен за убиство агента „Компаније”. Ухваћени су и Сукре, Белик и Махон. Махон сазнаје да су му убили сина и да је за то одговоран „Компанијин” агент Вајет Метјусон. Сви ухапшени бивају испоручени Дон Селфу, агенту Унутрашње безбедности, с циљем да заједно сруше „Компанију”. Мајкл и екипа морају да пронађу „Сцилу” (енгл. Scylla), уређај који представља базу свих података „Компаније”. У томе им помаже Роланд Глен, компјутерски стручњак. Ти-Бег открива локацију Вислеровог водича за орнитологе, где сазнаје нешто о његовом двоструком животу. Вајет држи Сузан у властитом притвору. Роланд прима нове информације те тим сазнаје да „Сцилу” чини шест картица које морају да пронађу. Након што им то пође за руком и након што Уједињеним нацијама предају комплетну „Сцилу”, „Компанија” коначно бива срушена; Ти-Бег је враћен у „Фокс ривер”, Келерман награђен за свој допринос држави, а Кристина убијена. Генерал је ухапшен, а Мајкл и остали ослобођени свих оптужби и препуштени да живе нормалним животом.
Мајкл, међутим, поново постаје болестан и (упркос томе што је главни лик) умире... Четири године касније, Линколн, Сара, Мајкл Скофилд мл., Махон и Сукре окупљају се на његовом гробу да му одају почаст за све што је учинио...

### Филм
Сара је ухапшена због убиства Кристине Скофилд, Мајклове мајке, те се налази у женском оделу затвора „Мајами-Дејд” у Мајамију, где је смештена и Сузан Гречен. У мушком оделу који се тик до женског, Ти-Бег и генерал Џонатан Кранц служе своје казне. Генерал Ти-Бегу нуди 100.000 долара да убије Сару, а када Мајкл сазна за то, он почиње да планира Сарино избављење из затвора. У томе му помажу Линколн, Сукре, Махон, Белик и др.
Мајкл жртвује свој живот убиством електричним ударом, како би направио куршлус и отворио врата која су представљала једини излаз за Сару. Она у почетку одбија да изађе, али он је ипак наговори и споји се на високи напон. Сара касније сазна да би Мајкл у кратком временском периоду умро природном смрћу, јер је имао неизлечиву болест. Она остане живети с Линколном и Мајкловим сином, присећајући свега шта је прошла и шта ће јој дати снаге и воље да у будућности живи живот достојан сваког човека.

### Пета сезона
Радња почиње седам година након наводне смрти Мајкла. Сара је наставила са својим животом, удајући се за Џејкоба с којим одгаја своје и Мајклово дете. Када испливају докази о томе како је Мајкл можда жив, она се удружује са Линколном да би заједно осмислили највећи план за бекство икада.‍
Мајкл Скофилд се појавио у злогласном затвору Оџиџија у Сани (Јемен), под псеудонимом терористе Канијела Аутиса. Пошто ову земљу разара рат, Линколн Бароуз и Бенџамин Френклин ризикују своје животе и отпутују у Јемен да би пронашли и спасли Мајкла те га довели кући. Мајклова бивша супруга Сара која се удала остаје у САД, где је прогањају агенти оперативца познатог као Посајдон — који је одговоран за Мајклов нестанак.
Након што се испостави да је Посајдон заправо Џејкоб, Мајкл се по доласку у САД побрине да прави кривац одговара за њему приписани злочин. У Итаки остаје живети нормалним животом са Саром и Мајком, а Џејкоб доспева у Фокс ривер и за цимера добија Ти-Бега — жељног освете за свог сина који је погинуо помажући Мајклу и екипи.

## Глумци и улоге
Бекство из затвора одржава своју ансаблску поделу улога за сваку сезону, с још много понављајућих гостујућих улога. Прва сезона броји поставу од 11 глумаца којима су заслуге тачно приписане (редослед према ком се, по важности лика који тумаче, наводе као глумци у уводној шпици) и који су већину времена провели снимајући у Чикагу у Државном затвору „Фокс ривер”. У другој сезони је у главној постави глумац мање (Петер Стормаре), а заслуге се опет приписују према важности ликова, од којих су три изгубила пређашњи статус који је смањен с редовног серијског (енгл. series regular) у понављајући (енгл. recurring); једном глумцу је статус повишен, а у серију је поред тога уведен и нови лик (Александер Махон ког глуми Вилијам Фикнер). У трећој сезони долазе четири нова лика (Џејмс Вислер ког глуми Крис Венс, Норман „Лечеро” Ст. Џон ког глуми Роберт Виздом, Софија Луго коју глуми Данај Гарсија и Гречен Морган коју глуми Џоди Лин О’Киф), од којих су два (Вислер и Лечеро) затвореници у Федералном затвору „Сона”. Пет глумаца главне поставе (Робин Тани, Маршал Олман, Пол Ејделстајн, Рокмонд Данбар и Сара Вејн Калис) губи тај статус, тако да је укупно један глумац мање у односу на другу сезону. У четвртој сезони међу главне ликове враћа се један стари лик (Сара Танкреди коју глуми Сара Вејн Калис) и долази један нови (Дон Селф ког глуми Мајкл Рапапорт), док један лик одлази (Лечеро); тако је број главних улога поново враћен на 11, као што је било и у првој и другој сезони.
Неке од промена у главној постави увођене су углавном због смрти ликова. Творац серије, Пол Шеринг, објашњава да се елиминисањем главних ликова „публика исто толико чини бојажљивом за наше протагонисте” и да „нам то заиста помаже у погледу смањивања приче [радње]”. Два протагониста у серији, Мајкл Скофилд и Линколн Бароуз, једини су ликови који су се појавили у свакој епизоди серије.
1. Доминик Персел као Линколн Бароуз (сезоне 1—5): Линколн је лик који је напустио средњу школу и после тога постао осуђени „злочинац”, који је неправедно оптужен и осуђен за убиство Теренса Стедмана, брата потпредседника Сједињених Америчких Држава. Персел је укључен у главну поставу само три дана пре почетка продукције и тако је био последњи глумац који се придружио оригиналној постави.[10] Пријавио се на аудицију за улогу док је имао понављајућу улогу Томија Равета у Северној обали. Од када је радио на Џон Доуу, Персел је с Фоксом изградио пријатељски однос. Стога, без проблема му је послат сценарио за пилот епизоду Бекства из затвора.[11] Шерингов први утисак о Перселу није га уверио да је то прави глумац за потребну улогу јер је овај на аудицију дошао са сређеном косом и преплануо. Међутим, Перселова глума показала се изврсном и освојио је жељену улогу. На сет је дошао први дан снимања са обријаном главом, што је одушевило Шеринга у погледу физичке сличности (у лицу, не у фигури) двају водећих глумаца у серији.[12]
2. Вентворт Милер као Мајкл Скофилд (сезоне 1—5): Мајкл је Линколнов млађи брат и првобитно је запослен као грађевински инжењер. На самом почетку серије, он почиње посвећивати своје време односно свој живот избављењу брата из затвора у који је смештен иако је невин. Како би му спасао живот, Мајкл ствара детаљан и разрађен план да би прво себе сместио у затвор, а потом одатле побегао заједно с братом, те касније доказао како његову тако и своју невиност. У интервјуу, Пол Шеринг је подсетио да је већина тестираних глумаца за ову улогу „приступала глуми покушавајући да опонаша мистериозног лика, али је све то било отрцано и лажно”.[12] Недељу пре почетка продукције, Милер се појављује на аудицији и импресионира Шеринга својим перформансом; већ следећег дана постаје члан главне поставе.[10]
3. Робин Тани као Вероника Донован (сезоне 1—2): Вероника је Мајклова и Линколнова пријатељица још из њихових дечачких дана. Она одлучује да се позабави Линколновим случајем на инсистирање Мајкла; тако постаје Линколнова адвокатица и у првој сезони игра један од најважнијих ликова. Била је својевремено девојка и Линколна, и Мајкла, и пријатеља-адвоката Ника Саврина ког је глумио Френк Грило.
4. Петер Стормаре као Џон Абруци (сезоне 1—2): Због своје улоге вође чикашке мафије, Абруци постаје проминентна личност у Државном затвору „Фокс ривер”. Пристаје на Мајклово инсистирање да омогући млазњак за бекство у замену за локацију сведока који је дао изјаву на суду (Ото Фибоначи), због чега је Абруци доспео у затвор. Редовно се појављује у првој половини те у одређеним епизодама све до краја друге половине прве сезоне, као и на почетку друге сезоне.
5. Амори Ноласко као Фернандо Сукре (сезоне 1—5): Сукре је најбољи Мајклов пријатељ током њиховог времена проведеног у Фокс риверу (где је био његов цимер у ћелији), али и после Фокс ривера. Он га је први увео у правила која се морају поштовати у овом затвору и показао му како функционишу основне ствари те „ко је ко”... На почетку, прича овог лика фокусира се на његовој жељи да се поново уједини са својом вереницом (Марикруз Делгадо). Када је добио сценарио за пилот епизоду, Ноласкова прва помисао била је да реч о „једном од оних пропалих пилота које мрежа заправо и не жели”, пошто је већина пилот епизода за серије дотле требало да почне с продукцијом. Како је признао да не воли да чита, Ноласко је био задивљен да је сценарио испао „велики преокрет”. Пре његове последње аудиције за улогу, Ноласко се присећа своје нервозе која је још порасла када му је Пол Шеринг саопштио да је управо он њихов омиљени избор. После тога, постао је главни лик.[13]
6. Маршал Олман као Ел Џеј Бароуз (сезоне 1—4): Ел Џеј је тинејџер и син Линколна Бароуза. Бива увелико погођен смртном казном која је пресуђена његовом оцу те присиљен на скривање након што постане мета људи који Линколна желе под земљом, и то по сваку цену.
7. Вејд Вилијамс као Бред Белик (сезоне 1—4): Белик се представља као строг капетан стражара Фокс ривера, склон мутним радњама и примању мита. После читања сценарија за пилот епизоду, Вилијамс првобитно није хтео да игра улогу Белика јер је лик био „ужасан и подал”. На његово одбијање умногоме је утицало то што је био отац четворогодишње ћерке у то време. Међутим, његов менаџер га је уверио и наговорио да оде на аудицију, где Вилијамс тако постаје злочести стражар Белик.[13]
8. Сара Вејн Калис као Сара Танкреди (сезоне 1—2, 4—5): Сара је докторка у затворској амбуланти Фокс ривера и ћерка гувернера Френка Танкредија, који је умешан у причу смештања невиног Линколна иза решетака. Сара и Мајкл се зближавају и заљубљују једно у друго, а она на крају значајно потпомогне његово бекство. За то бива последично кажњена те се касније придружује браћи у сезању за правдом. Калисова је била прва глумица коју су продуценти видели на аудицији за лик докторице Саре Танкреди и такође је била прва особа која је званично постала члан главне поставе.[10][14]
9. Пол Ејделстајн као Пол Келерман (сезоне 1—2, 4—5): Келерман је представљен као агент тајне службе који ради за потпредседника САД, односно потпредседницу Керолајн Рејнолдс, како би се осигурало да смакнуће Линколна Бароуза прође „глатко”. Појављује се као главни лик у првој и другој сезони.
10. Роберт Непер као Теодор „Ти-Бег” Бегвел (сезоне 1—5): Ти-Бег се појављује у свих пет сезона серије, као лукав, насилан и манипулативан психопата, доследно потцењиван од стране оних у чијем се окружењу налази. Ти-Бега ништа неће зауставити да добије оно што жели и на путу да до тога дође — немилосрдно ће уништити све и свакога.
11. Рокмонд Данбар као Бенџамин Мајлс „Стотка” Френклин (сезоне 1—2, 4—5): Очајан у немогућности да дође до своје породице, Стотка уцењује Мајкла да га прими у екипу за бекство. Касније, они постају пријатељи. У серији се Данбар у лику Стотке појављује међу главном поставом у првој и другој сезони.
12. Вилијам Фикнер као Александер Махон (сезоне 2—4): Представљен као агент ФБИ-ја на самом почетку друге сезоне, лик Махонеа има задатак лоцирања и хватања бегунаца. Међутим, он је повезан и с људима који бегунце желе мртвима након што су ови побегли, тако да Махон бива разапет између оданости држави, криминалне организације која га уцењује и породице. Он је интелектуално конкуренција Скофилду, који временом — како се прича одвија — раскринкава његову повезаност с људима који Бароуза желе видети мртвог те — уопштено говорећи — много пута надмудрује у веома тесним борбама двају врхунских умова. У трећој сезони, Махон се налази заробљен заједно са Скофилдом у озлоглашеном затвору Сона (где га овај претходно сместио), те бива присиљен да му се придружи и да раде као савезници током бекства из овог затвора. Касније постају прави пријатељи и током четврте сезоне безусловно сарађују и подржавају један другог.
13. Крис Венс као Џејмс Вислер (сезоне 3—4): Вислер је затвореник у Сони, а ту је смештен због наводног убиства градоначелниковог сина. Током треће сезоне се појављује као главни, а у првој епизоди четврте сезоне остварује свој последњи наступ у серији као споредни лик.
14. Роберт Виздом као Норман „Лечеро” Ст. Џон (сезона 3): Током треће сезоне, Лечеро се појављује као главни лик, лик затвореника у Сони који управља целим овим затвором у служби диктатора и панамског краља дроге. Мајклов и Махонов први сусрет с Лечером био је сасвим непријатан, али касније им се он придружује у бекству и својим јаким везама омогућава све потребно за извршавање ситних планова, до самог изласка ван зидина.
15. Данај Гарсија као Софија Луго (сезоне 3—4): Софија је представљена у трећој сезони као Вислерова девојка. На почетку четврте сезоне, она почиње да излази с Линколном Бароузом.
16. Џоди Лин О’Киф као Гречен Морган (сезоне 3—4): Представљена и као „Сузан Б. Ентони”, Греченова је оперативац за компанију која је задужена за осигуравање избављења Џејмса Вислера из Соне.
17. Мајкл Рапапорт као Доналд „Дон” Селф (сезона 4): Представљен у четвртој сезони, Дон Селф је специјални агент Одељења агенције Државне безбедности, који се уједињује са екипом у рушењу криминалне организације по имену „Компанија”, која је сместила Линколна у затвор и изазивала касније проблеме.
18. Марк Фојерстин као Џејкоб Антон Нес (сезона 5): Нови главни лик који се придружује осталима у петој сезони је муж Саре Танкреди и професор економије на Корнелу, који тајно ради уз владу и постаје главни антагониста.
19. Инбар Лави као Шиба (сезона 5): Лепа и паметна Шиба је операторка и активисткиња која улази у везу са Бароузом и помаже му у избављењу брата.
20. Огастус Пру као Дејвид „Вип” Мартин (сезона 5): Забавни Вип је Мајклов цимер у ћелији јеменског затвора и као његова десна рука помаже му у извођењу највећег бекства икада.

## Продукција

### Концепција
Оригинални концепт Бекства из затвора — човек који се намерно смешта у затвор како би одатле избавио свог брата — предложила је Полу Шерингу продуценткиња Дон Перус, која је желела да произведе акционо-оријентисану серију. Иако је Шеринг мислио да је то била добра идеја, првобитно је био збуњен зашто би неко желео да се ухвати у коштац с таквом мисијом или како ће се то све развити у одржив телевизијски шоу. Он је потом створио причу неправедно оптуженог брата и почео је радити на стварању контура и осмишљавању ликова. Идеју је 2003. године проследио Телевизијској компанији Фокс, али је одбијен јер је Фокс осећао несигурност у погледу дугорочних последица серије овог типа. Накнадно је показао концепт осталим каналима, али позитивног одговора и даље није било јер се мислило како предлог више одговара за филмски пројекат него за телевизијску серију. Бекство из затвора се касније узело као могућност 14-делне мини-серије, која је привукла интересовање Стивена Спилберга пре његовог одласка због укључености у Рат светова. Тако, идеја мини-серије никад није претворена у дело. После велике популарности серијализованих прајм-тајм телевизијских серија као што су Изгубљени и 24, Фокс је 2004. године одлучио да подржи продукцију. Пилот епизода је снимљена годину касније након што је Шеринг написао сценарио.

### Снимање
Прве три сезоне Бекства из затвора примарно су снимане ван Холивуда. Већина прве сезоне серије снимљена је на локацијама у Чикагу и око њега. Након што је затворен 2002. године, Затвор Џолијет постао је сет Бекства из затвора 2005. године, на екрану носећи име Државни затвор „Фокс ривер”. Сцене снимане у Линколновој ћелији, амбуланти и затворском дворишту, биле су све снимане на локацији у затвору. Линколнова ћелија је наводно била иста она у којој је серијски убица Џон Вејн Гејси издржавао своју казну, а најмање један члан продуцентске поставе одбијао је да уђе у ту ћелију јер је наводно била проклета. Остали сетови направљени су у затвору, укључујући блокове ћелија који су били дом за генералну популацију затвора; ови блокови имали су три нивоа ћелија (наспрам четири нивоа ћелија која су била у стварности) и имали су ћелије много веће од оних правих, како би се омогућило више простора за глумце и камере. Екстеријерне сцене снимане су у подручју око Чикага, Вудстока и Џолијета (Илиноис, САД). Остале локације укључују чикашки Међународни аеродром О’Хер и Торонто (Онтарио, Канада). Бекство из затвора захтевало је 2 милиона долара по епизоди у држави Илиноис, што је створило рачун од 24 милиона долара (укупно за 2005. годину).
Продужена за још једну, другу сезону, серија Бекство из затвора наставила је да се снима 15. јуна 2006. године у Даласу (Тексас, САД), због непосредне близине руралне и урбане средине. Локације унутар 30-минутног радијуса од центра Даласа које су изабране укључују Литл Елм, Декатур, Минерал Велс и Макини. Многе од ових локација коришћене су да се представе разни амерички градови. Очекивало се да ће за шоу да се потроши преко 50 милиона долара само у Тексасу, за потребе снимања друге сезоне. За финалне три епизоде друге сезоне, снимање се одвијало у Пенсаколи на Флориди, како би се представила Панама. Свака епизода захтевала је осам дана снимања и просечно 1,4 милиона долара отишло је за локалну економију по епизоди.
Трећа сезона снимана је у Даласу и имала је буџет од око 3 милиона долара по епизоди. Неколико екстериорних сцена с Линколном и Гречен, око преговора о бекству из панамског затвора, снимано је у четврти Каско Вијехо у Панама Ситију.
Принципијелна фотографија за четврту сезону премештена је у Лос Анђелес (Калифорнија, САД).
Снимање пете сезоне обављено је у Ванкуверу и неколико мароканских градова (Рабат, Казабланка, Уарзазат и др.), а трајало је од 7. априла до 11. јула 2016. године.

### Музика
Музичку тему Бекства из затвора и сценску музику сваке епизоде компоновао је Немац иранског порекла — Рамин Џавади. Скор за прве две сезоне налази се на снимку Prison Break: Original Television Soundtrack, који је објављен 28. августа 2007. Џавади и Фери Корстен произвели су ремикс музичке теме — сингл по имену  —, који је Фокс мјузик објавио 2006. године. У Европи, песму репера Фафа Лараџа Pas le temps користила је телевизијска мрежа M6 у Француској како би заменила оригиналну музичку тему шоуа у уводној секвенци, што је помогло да се генерише публицитет и шоу локализује у тој држави. Слично томе, Ich glaub' an Dich (Prison Break Anthem) (песма коју изводе Азад и Адел Тавил) коришћена је у уводној секвенци у Немачкој, док су Prison Break Anthem (песма коју изводи Кеј Стајлс) за прву сезону и Over the Rainbow (песма коју изводи Леки) за другу, трећу и четврту сезону коришћене у Белгији. После завршетка четврте сезоне, 2. јуна 2009. године, објављен је посебан саундтрек диск за трећу и четврту сезону.

### Формат
Бекство из затвора има серијализовану структуру приче, сличну оној компањонском шоуу прве сезоне ове серије 24. На Прес-турнеји ТВ критике 2009. године (енгл. 2009 TV Critics Press Tour), Кевин Рајли је рекао репортерима да би серија требало да се заврши четвртом сезоном. Упркос опадајућим рејтинзима, Рајли је отказивање приписао креативности: „Шоу се управо одиграо. Дођете до тачке креативности где осећате да су све приче испричане и желите да завршите јако а не да се спотакнете на крају сезоне.” Што се тиче финала, Рајли је изјавио: „Имају стварно кул завршетак, заправо. Знам где завршавају и идеја је страва.”

### Тетоваже
Тетоваже које је дизајнирао Том Берг и урадила компанија Тинзли трансферс захтевале су око пет часова како би се нанеле на тело Вентворта Милера. Када цела тетоважа није морало да се прикаже — на пример, у сценама када глумац носи мајицу — само су наношени делови тетоваже за подлактице и по потреби надлактице и/или делове око врата.

## Одзив

### Рејтинзи
Следећа рангирања по сезонама базирана су на одмереном укупном броју гледалаца по епизоди, генерисаном према истраживањима Нилсен медија рисерча (енгл. Nielsen Media Research). Период снимања почиње крајем септембра (почетак ТВ сезоне на мрежама у САД) и завршава крајем маја.
| С е з. | Тајмслот ()                                         | Епизоде | Премијера           | Премијера                | Завршетак         | Завршетак             | Глед. (у мил.) | #Ранг |
| С е з. | Тајмслот ()                                         | Епизоде | Датум               | Глед. премијере (у мил.) | Датум             | Глед. финала (у мил.) | Глед. (у мил.) | #Ранг |
| ------ | --------------------------------------------------- | ------- | ------------------- | ------------------------ | ----------------- | --------------------- | -------------- | ----- |
| 1      | Понедељак 21.00 ч (2005) / Понедељак 20.00 ч (2006) | 22      | 29. август 2005.    | 10,51                    | 15. мај 2006.     | 10,24                 | 9,2            | 55    |
| 2      | Понедељак 20.00 ч                                   | 22      | 21. август 2006.    | 9,37                     | 2. април 2007.    | 8,12                  | 9,3            | 51    |
| 3      | Понедељак 20.00 ч                                   | 13      | 17. септембар 2007. | 7,51                     | 18. фебруар 2008. | 7,40                  | 8,2            | 73    |
| 4      | Понедељак 21.00 ч (2008) / Уторак 20.00 ч (2009)    | 22      | 1. септембар 2008.  | 6,53                     | 15. мај 2009.     | 3,32                  | 6,1            | 68    |
| 5      | Уторак 21.00 ч (2017)                               | 9       | 4. април 2017.      | 3,83                     | 30. мај 2017.     | 2,30                  | 4,0            | 115   |

| Сезона | Сезона | Број епизоде | Број епизоде | Број епизоде | Број епизоде | Број епизоде | Број епизоде | Број епизоде | Број епизоде | Број епизоде | Број епизоде | Број епизоде | Број епизоде | Број епизоде | Број епизоде | Број епизоде | Број епизоде | Број епизоде | Број епизоде | Број епизоде | Број епизоде | Број епизоде | Број епизоде | Број епизоде | Број епизоде | Просек |
| Сезона | Сезона | 1            | 2            | 3            | 4            | 5            | 6            | 7            | 8            | 9            | 10           | 11           | 12           | 13           | 14           | 15           | 16           | 17           | 18           | 19           | 20           | 21           | 22           | 23           | 24           | Просек |
| ------ | ------ | ------------ | ------------ | ------------ | ------------ | ------------ | ------------ | ------------ | ------------ | ------------ | ------------ | ------------ | ------------ | ------------ | ------------ | ------------ | ------------ | ------------ | ------------ | ------------ | ------------ | ------------ | ------------ | ------------ | ------------ | ------ |
|        | 1      | 10,51        | 10,51        | 8,49         | 9,15         | 7,96         | 8,55         | 9,48         | 10,12        | 9,01         | 8,06         | 9,58         | 10,08        | 12,18        | 9,28         | 10,07        | 8,10         | 8,12         | 8,18         | 8,63         | 8,54         | 9,13         | 10,24        | Н/Д          | Н/Д          | 9,27   |
|        | 2      | 9,37         | 9,44         | 9,29         | 8,96         | 9,55         | 8,41         | 8,99         | 8,53         | 8,94         | 8,63         | 9,21         | 9,62         | 9,62         | 9,86         | 9,90         | 10,12        | 9,55         | 9,42         | 9,72         | 8,40         | 8,24         | 8,12         | Н/Д          | Н/Д          | 9,18   |
|        | 3      | 7,51         | 7,41         | 7,29         | 7,35         | 7,44         | 7,69         | 8,00         | 7,18         | 7,87         | 7,81         | 7,35         | 7,84         | 7,40         | Н/Д          | Н/Д          | Н/Д          | Н/Д          | Н/Д          | Н/Д          | Н/Д          | Н/Д          | Н/Д          | Н/Д          | Н/Д          | 7,55   |
|        | 4      | 6,53         | 6,53         | 6,36         | 5,79         | 5,84         | 5,28         | 5,37         | 5,45         | 5,23         | 5,38         | 5,52         | 5,25         | 5,84         | 5,40         | 5,37         | 4,98         | 3,34         | 3,06         | 3,20         | 2,99         | 3,32         | 3,32         | филм         | филм         | 4,97   |
|        | 5      | 3,83         | 3,18         | 2,44         | 2,75         | 2,35         | 2,37         | 2,41         | 1,90         | 2,30         | Н/Д          | Н/Д          | Н/Д          | Н/Д          | Н/Д          | Н/Д          | Н/Д          | Н/Д          | Н/Д          | Н/Д          | Н/Д          | Н/Д          | Н/Д          | Н/Д          | Н/Д          | 2,61   |

### Критичка рецепција
Шоу је премијерно приказан 29. августа 2005. године и према проценама гледало га је 10,5 милиона људи. Фокс овакав успех није остварио још од летњих понедељака када су се емитовали Мелроуз плејс (енгл. Melrose Place) и Али Мекбил (енгл. Ally McBeal), септембра 1998. године. Премијера је заузела прво место и у 18—49 и у 18—39 демографијама. Јак дебитантски перформанс такође се поклапао с разним позитивним критикама. Према Њујорк тајмсу, серија Бекство из затвора је била „интригантнија од већине нових серија на мрежи и засигурно је једна од најоригиналнијих”, давајући комплименте за могућност стварања „напетог трилера” и „аутентичан изглед”. Џилијан Флин из Ентертејнмент виклија (енгл. Entertainment Weekly), назвала је серију једним од најбољих нових шоуа из 2005. године. С друге стране, Вашингтон пост критиковао је шоу за његову „тмурну претенциозност” и „једнообразно обрађене” перформансе. Због оволиког успеха у рејтинзима, Фокс је одлучио да Бекство из затвора продужи за још додатних девет епизода, чиме је овај шоу постао прва нова серија с телевизијском сезоном 2005—2006 који је добио пуни сезонски ред од 22 епизоде. Серија је имала просечно 9,2 милиона гледалаца седмично за своју прву сезону.
Премијера друге сезоне Бекства из затвора имала је око 9,4 милиона гледалаца. Пад је био стрмији међу гледаоцима млађе одрасле групе, са смањењем од 20% у демографији 18—49 наспрам премијере серије, с тим да је хаусхолд рејтинг порастао са 3,6% на 3,9% током последњих пола часа. Роберт Бјанко из Ју-Ес-Еј тудеја (енгл. USA Today), коментарисао је о „ћакнутим апсурдностима које су преплавиле овај шоу” и оптуживао је сценаристе да су били „невероватно лењи” што се тиче континуиране употребе тетоваже као „свенаменске поправке за причу”. Насупрот овоме, Детроит фри прес (енгл. Detroit Free Press) похвалио је премијеру друге сезоне за поклапање са стандардним сетом у односу на прву сезону, што је донело „страва добру забаву” због своје „поставе разноликих селблок ликова” и „затегнуто, аутохтоно причање приче серије од стране Пола Т. Шеринга и његовог особља”. Друга сезона имала је највише публике на оригинални датум емитовања епизоде Chicago, с просеком од 10,1 милиона гледалаца. Свеукупно, друга сезона је имала просечно 9,3 милиона гледалаца седмично.
Трећа и посебно четврта сезона имале су прогресивно више негативне критике, како се прича шоуа лагано разилазила од своје оригиналне теме бекства из затвора и све више фокусирала на конвенционалне елементе драмских серија о владиним заверама.
Пета сезона је добила помешане критике. На агрегатору рецензија Rotten Tomatoes, сезона има проценат одобравања 55% на основу 29 прегледа, са просечном оценом 6,24/10. Критички консензус је следећи: „Бекство из затвора након повратка поново враћа нешто своје старе наметљивости, али позната лица и помамна акција нису довољни да би надокнадили губљење интересовања услед заморне радње.” На сајту Metacritic, сезона пет има оцену 48 од 100 на основу рецензије 18 критичара, с ознаком „помешана или просечна критика”.

### Класификација
Забринутости су испливале на површину и почеле да се повећавају када је Родитељски телевизијски савет (енгл. Parents Television Council) у Сједињеним Америчким Државама исказао неслагање с тајм-слотом у ком је Бекство из затвора емитовано (20.00 ч), пошто шоу приказује неке сцене које садрже графички садржај који није примерен за млађу публику. У Француској, вочдог за емитовање — Надређени аудиовизуелни савет — такође се жалио како насиље у неким епизодама превазилази количине које су прописане рејтингом серије (наведено је да програм „није за млађе од 10 година”). Према француским регулативама, било који виши рејтинг би моментално померио шоу из његовог тренутног прајм-тајм тајмслота у неки каснији тајмслот. Међутим, њихова одлука да се рејтинг промени само би утицала на прву сезону која је већ емитована, не и на другу сезону.

### Награде и номинације
После успешног емитовања првих тринаест епизода серије, Бекство из затвора већ бива номиновано за своју прву награду — Награда Избор народа (енгл. People's Choice Awards) 2005. за Омиљену нову ТВ драму (енгл. Favorite New TV Drama). Серија је награду освојила јануара 2006. године, победивши друге номиноване у истој категорији: Врховни заповедник (енгл. Commander in Chief) и Злочиначки умови. У јануару 2006. године, шоу је два пута био номинован за 63. Награду Златни глобус, и то у категоријама Најбоља драмска телевизијска серија (енгл. Best Drama Television Series) и Најбољи глумац у драмској телевизијској серији (енгл. Best Actor in a Drama Television Series), за перформанс Вентворта Милера. Главни глумац у серији, Вентворт Милер, имао је другу номинацију за свој перформанс у првој сезони за Награду Сатурн (енгл. The Saturn Awards) 2005. у категорији Најбољи глумац на телевизији (енгл. Best Actor on Television). Слично томе, серија је номинована за Награду Сатурн 2005. у категорији Најбоља телевизијска серија на мрежи. За Награду Телевизијске критичке асоцијације (енгл. Television Critics Association Awards) 2006. шоу је номинован у категорији Најбоља нова драмска серија. Номинације за техничке награде укључују Награду Еди (енгл. American Cinema Editors Eddie Awards) 2006. у категорији Најбоље уређиване једночасовне серије за комерцијалне телевизије за дело Марка Хелфика у пилот епизоди, те Прајм-тајм Еми награду (енгл. Primetime Emmy awards) за Изванредну главну насловну музичку тему (енгл. Outstanding Main Title Theme Music) Рамина Џавадија. У децембру 2006. године, Роберт Непер је био номинован за Награду Сателит (енгл. Satellite Awards) за Најбољег глумца у помоћној улози у серији, мини-серији или покретној слици направљеној за телевизију.
Испод су приказане све награде које је освојила и номинације које је имала америчка серија Бекство из затвора.

#### ALMA награда
Награде Америчке латино медија уметности (енгл. American Latino Media Arts Award / ALMA Award) представља Национални савет ла раза (енгл. National Council of La Raza).
| Година | Категорија                                               | Реципијент(и)          | Исход      |
| ------ | -------------------------------------------------------- | ---------------------- | ---------- |
| 2006.  | Изванредан режисер телевизијске драме или комедије енгл. | Хесус Салвадор Тревињо | Освојено   |
| 2006.  | Изванредан помоћни глумац у телевизијској серији енгл.   | Амори Ноласко          | Номинација |
| 2008.  | Изванредан помоћни глумац у телевизијској серији енгл.   | Амори Ноласко          | Номинација |

#### Еди награда
Еди награде представљају Амерички киноредактори (енгл. American Cinema Editors).
| Година | Категорија                                                | Реципијент(и)                  | Исход      |
| ------ | --------------------------------------------------------- | ------------------------------ | ---------- |
| 2006.  | Најбоље уређивана једночасовна серије за телевизију енгл. | Марк Хелфик (за пилот епизоду) | Номинација |

#### Еми награда
Прајм-тајм Еми награду представља Академија телевизијских уметности и наука (енгл. Academy of Television Arts & Sciences).
| Година | Категорија                                               | Реципијент(и) | Исход      |
| ------ | -------------------------------------------------------- | ------------- | ---------- |
| 2006.  | Изванредна оригинална главна насловна музичка тема енгл. | Рамин Џавади  | Номинација |

#### Награда Златни глобус
Награду Златни глобус представља Асоцијација холивудског страног преса (енгл. Hollywood Foreign Press Association).
| Година | Категорија                                         | Реципијент(и)      | Исход      |
| ------ | -------------------------------------------------- | ------------------ | ---------- |
| 2005.  | Најбољи глумац — Телевизијска серијска драма енгл. | Вентворт Милер     | Номинација |
| 2005.  | Најбоља телевизијска серија — Драма енгл.          | Бекство из затвора | Номинација |

#### Награда Златни калем
Награду Златни калем (енгл. Golden Reel Award) представљају Моушн пикчер саунд едитори (енгл. Motion Picture Sound Editors).
| Година | Категорија                                                                                 | Реципијент(и) | Исход      |
| ------ | ------------------------------------------------------------------------------------------ | --- | ---------- |
| 2007.  | Најбоље уређивање звука у музици за телевизију — кратка форма енгл.                        | Дејвид Клоц (за епизоду ) | Номинација |
| 2007.  | Најбоље уређивање звука у звучним ефектима и озвучавању за телевизију — кратка форма енгл. | Грегори М. Герлик, Кејси Џ. Крабтри, Мајкл Крабтри, Ден Јејл, Брајан Риснер, Вилијам Џејкобс, Стјуарт Калдерон, Енди Копецки и Џери Едиман (за епизоду ) | Номинација |

#### Награда Сателит
Награду Сателит представља Међународна академија за прес (енгл. International Press Academy).
| Година | Категорија                                                               | Реципијент(и) | Исход      |
| ------ | ------------------------------------------------------------------------ | ------------- | ---------- |
| 2006.  | Најбољи помоћни глумац — серија, мини-серија или телевизијски филм енгл. | Роберт Непер  | Номинација |

#### Награда Сатурн
Награду Сатурн представља Академија научнофантастичних, фантазијских и хорор филмова (енгл. Academy of Science Fiction, Fantasy & Horror Films).
| Година | Категорија                                 | Реципијент(и)      | Исход      |
| ------ | ------------------------------------------ | ------------------ | ---------- |
| 2005.  | Најбоља телевизијска серија на мрежи енгл. | Бекство из затвора | Номинација |
| 2005.  | Најбољи глумац на телевизији енгл.         | Вентворт Милер     | Номинација |

#### Награда Еснафа филмских глумаца
Награду Еснафа филмских глумаца (енгл. Screen Actors Guild Awards) представља Еснаф филмских глумаца (енгл. Screen Actors Guild).
| Година | Категорија                                                            | Реципијент(и) | Исход      |
| ------ | --------------------------------------------------------------------- | ------------- | ---------- |
| 2008.  | Изванредан перформанс ансамбла каскадера у телевизијској серији енгл. | каскадери     | Номинација |

#### Награда Телевизијске критичке асоцијације
Награду Телевизијске критичке асоцијације представља Телевизијска критичка асоцијација (енгл. Television Critics Association).
| Година | Категорија                 | Реципијент(и)      | Исход      |
| ------ | -------------------------- | ------------------ | ---------- |
| 2006.  | Најбољи нови програм енгл. | Бекство из затвора | Номинација |

### Наводно кршење ауторских права
Асошијетед прес је 24. октобра 2006. године известио да су Доналд и Роберт Хјуз поднели тужбу против Телевизијске компаније Фокс и извршног продуцента и творца шоуа Пола Шеринга за кршење ауторских права, потражујући неодређену штету и друге трошкове. Они су тврдили да су 2001. године послали Фоксу свој рукопис који је био базиран на њиховим личним искуствима бекства из затвора у малолетничком објекту. Доналд Хјуз је 1960-их планирао и успешно у дело спровео бекство из затвора за свог брата (Роберта Хјуза), који је неправедно заточен.

## Дистрибуција

### Телевизија
У Канади, серија Бекство из затвора емитована је на Глобалу сат времена пре него што је пуштана на Фоксу, осим у Маритмеу где се приказивала два часа пре Фоксовог пуштања у етер. Бекство из затвора је била једина телевизијска серија која се нашла у топ двадесет телевизијских шоуа за преиод 2005—2006. година у Канади, достижући просек од 876.000 гледалаца у кључној демографији (18—49) и 1,4 милиона гледалаца широм државе за своју прву сезону. На аустралијској телевизијској мрежи Седам, Бекство из затвора имало је премијерно приказивање 1. фебруара 2006. године, са око 1,94 милиона гледалаца у просеку. Прва сезона привукла је свеукупан просек од 1,353 милиона гледалаца. После смањења рејтинга током друге сезоне, Седам је одлучио да убрза емитовање епизода треће сезоне. Пета сезона је пребачена на мрежу Десет, са премијером 15. маја 2017. године.
Прва и друга сезона доживеле су премијерно приказивање у Уједињеном Краљевству на каналу Пет, с тим да је прва сезона била пуштана поново на каналу УКТВ Голд пре него што је друга сезона дебитовала на Петици. Пре почетка треће сезоне, Скај 1 је стекао права да емитује Бекство из затвора, и то плаћајући 500.000 фунти (725.300 долара) по епизоди. Серија је 31. августа 2006. године премијерно приказана у Француској, с приближно 5,5 милиона гледалаца. Друга сезона први пут се приказала 13. септембра 2007. године, а имала је 5,3 милиона гледалаца. Емитовање прве сезоне у Хонгконгу на ТВБ Перлу добило је највећу публику у држави за страну драму. Премијера серије имала је око 260.000 гледалаца, док је финале прве сезоне шоуа уживо пратило приближно 470.000 људи. Премијера друге сезоне добила је просек од 270.000 гледалаца.

### Хоум медија
|          | Епизоде | Дискови | Датуми изласка     | Датуми изласка      | Датуми изласка      |
| Регион 1 | Епизоде | Дискови | Регион 2           | Регион 4            |                     |
| -------- | ------- | ------- | ------------------ | ------------------- | ------------------- |
|          | 22      | 6       | 8. август 2006.    | 18. септембар 2006. | 13. септембар 2006. |
|          | 22      | 6       | 4. септембар 2007. | 20. август 2007.    | 17. септембар 2007. |
|          | 13      | 4       | 12. август 2008.   | 19. мај 2008.       | 3. децембар 2008.   |
|          | 24      | 6/7     | 2. јун 2009.       | 6. јул 2009.        | 16. јул 2009.       |
|          | 09      | ?       | 27. јун 2017.      | ?                   | ?                   |

 и  сетови за сваку сезону изашли су по њиховом телевизијском приказивању у различитим регионима. На Међународном шоуу потрошачке електронике (енгл. International Consumer Electronics Show) 2006. године, 20th Century Fox Home Entertainment објавио је да ће комплетна прва сезона Бекства из затвора да буде пуштена у продају као Blu-ray почетком следеће, 2007. године. Датум изласка је касније објављен и био је то 13. новембар 2007. године; Бекство из затвора тако постаје први телевизијски шоу који је Фокс пустио у продају као . Сет-кутија  садржи шест дискова и укључује све DVD бокс-сет специјалне додатке. DVD сет који је садржавао прве три сезоне изашао је 19. маја 2008. године у Региону 2. Телевизијски филм, Бекство из затвора: Последње бекство (енгл. Prison Break: The Final Break), био је укључен у сет четврте сезоне у Регионима 2 и 4, док је у Региону 1 у продају пуштен засебно. Последњи бег је касније изашао засебно и у Регионима 2 и 4. У Француској, Немачкој и Уједињеном Краљевству изашао је и  пакет са свих пет сезона, укључујући Последњи бег. После више од годину дана након првобитног изласка, диск за четврту сезону касније је поново издат у Региону 4 без укљученог Последњег бекства. Комплетна серија је на Блу-реју (и пета сезона на DVD-у) изашла 27. јуна 2017. године.
У Србији је 22. октобра 2008. године у продају пуштено DVD издање на коме су се налазиле само прве четири епизоде прве сезоне. Тuck video, који је издао DVD за подручје Србије, најавио је да ће крајем сваког месеца бивати пуштане у продају по четири епизоде на једном -ју.

### Онлајн дистрибуција
Поред телевизијског емитовања шоуа, епизоде Бекства из затвора такође су изашле и на интернету. Како се примицао крај прве сезоне, епизоде серије могло је да се купе онлајн на сајту , а продаја је почела 9. маја 2006. године. После премијере друге сезоне Бекства из затвора, Фокс је почео да дозвољава онлајн стриминг тренутне епизоде бесплатно, на преко више од 50 веб-сајтова — укључујући AOL,  и , као и своју сопствену широку мрежу. Међутим, ово је нажалост било ограничено само на Сједињене Америчке Државе. Прве три епизоде друге сезоне емитоване су комерцијално бесплатно, доступне недељу дана након њиховог телевизијског датума приказивања. Онлајн стриминг епизода је одложен после треће епизоде. Како год, због тронедељне рупе у емитовању шоуа изазване Фоксовим преношењем плејоф утакмица Главне лиге бејзбола у октобру, Њуз корпорејшон (енгл. News Corporation) — родитељска компанија Телевизијске мреже Фокс и Мајспејса) — развија стратегију у покушају да одржи свој интерес гледалаца за шоу. Почев од октобра, Фокс је кренуо са стримовањем прошлих епизода друге сезоне на сајту друштвеног умрежавања Мајспејс и веб-сајтовима којима је мрежа била власник и којима је управљала (станице су део групе Телевизијских станица Фокса). Иако су рекламе пуштане током емитовања, епизоде су и даље биле бесплатне.

## Други медији

### Серије
Спин-оф серија Бекство из затвора: Доказ невиности (енгл. Prison Break: Proof of Innocence) направљена је ексклузивно за мобилне телефоне и емитована је прво за купце Спринт некстела (енгл. Sprint Nextel Corporation), априла 2006. године на Фокс станицама Спринт ТВ-а. Прва епизода Доказа невиности постала је доступна за гледање на интернету 8. маја 2006. године. Ово је био ексклузивни договор склопљен између Тојоте и Фоксове мреже Њуз корпорејшона, омогућивши Тојоти да спонзорише ексклузивни садржај шоуа и заради рекламну ексклузивност.
Током треће сезоне шоуа, појављује се серија шест онлајн кратких видеа, колективно познатих под именом Бекство из затвора: Посете (енгл. Prison Break: Visitations) и направљених ексклузивно за Фокс. Садржавају ликове Лечера, Самија, Макгрејдија, Ти-Бега и Белика. Били су својевремено дистрибуисани на интернету и доступни бесплатно на сајту Ајтјунс; тренутно су доступни на Јутјубу.
Холивуд репортер (енгл. The Hollywood Reporter) објавио је 24. октобра 2007. да је нова спин-оф серија у разоју, провизорно под именом Бекство из затвора: Чери Хил (енгл. Prison Break: Cherry Hill). Серија је требало да говори о домаћици по имену Моли која припада вишој средњој класи и њеном боравку у женском затвору. Међутим, оригинална идеја продуцената да уврсте Моли међу ликове треће сезоне Бекства из затвора касније је пропала због штрајка сценариста. Нова серија је требало да почне под брендом Prison Break, налик франшизама CSI (нпр. CSI: Мајами и CSI: Њујорк), али на крају није дошло до продукције.

### Магазин, роман, књига и стрип
У штампаним медијима, производи везани за шоу укључују званични магазин, повезани роман и књигу.
Званични магазин, који је издавала Издавачка кућа „Титан” (енгл. Titan Publishing), покренут је 21. новембра 2006. године. Свако издање садржавало је интервјуе са одабраним члановима глумачке и продукцијске поставе, као и друге изабране и истакнуте приче.
Повезани роман, Бекство из затвора: Поверљиви документи ФБИ-ја (енгл. Prison Break: The Classified FBI Files), садржава детаље о ликовима шоуа који се односе на причу односно радњу друге сезоне. Књигу је написао Пол Рудајтис, а публиковала је угледна и светски позната Издавачка кућа „Сајмон и Шустер” (енгл. Simon & Schuster, Inc.); у продају је пуштена 8. маја 2007. године. Књига је написана на чак 224 странице, а критике су веома позитивне.
Инсајт едишонс (енгл. Insight Editions) 1. септембра 2009. године издао је Бекство из затвора: Иза сцена (енгл. Prison Break: Behind the Scenes), компањонску књигу која садржава фотографије продукције и у којој сценаристи Кристијан Троки и Калинда Васкез — као и Пол Шеринг, Мет Олмстед и директор фотографије Фернандо Аргвељес — коментаришу о припремама за четврту сезону шоуа.
Званична манга адаптација сезона 1—4 доступна је на онлајн сервису ’Пикома’ (енгл. Piccoma) од 23. јуна 2019. године. Уметник је био Хикосуке Сојама, а дело је урађено под супервизијом Твентит сенчури Фокса.

### Привлачење пажње
Такође, постојала је и атракција уживо по имену Бекство из затвора УЖИВО! (енгл. Prison Break LIVE!), коју је направила компанија Sudden Impact! Entertainment; реч је о интерактивном искуству, чији је циљ био донети у живот атмосферу из телевизијске серије. Атракција је била заступљена у Сједињеним Америчким Државама, Аустралији, Уједињеном Краљевству, Кини, Немачкој и Мексику, у периоду од 2006. до 2008. године.

### Видео-игре
Игра за мобилни телефон, заснована на платформи J2ME, била је 2008. године у издању Вивенди гејмс мобајла.
Видео-игра базирана на серији Бекство из затвора била је у развоју за Плејстејшн 3 и Ексбокс 360, а планирано је да изађе у фебруару 2009. године; међутим, производња је прекинута јер се компанија Бреш ентертејнмент (енгл. Brash Entertainment) угасила...
Развој популарне игре Бекство из затвора: Завера (енгл. Prison Break: The Conspiracy) поново је започет када је девелопер игре ZootFly пронашао новог издавача. Видео-игра је изашла 31. марта 2010. године (за 3). Протагониста игре, међутим, није ни један од главних ликова из оригиналне серије већ новоизмишљени лик по имену Том Пакстон, запосленик „Компаније” који је послат у Фокс ривер како би посматрао и извештавао сваки покрет Мајкла Скофилда, те га спречио у било каквим намерама које су супротстављене онима његових шефова. У игри су коришћени гласови оригиналних чланова глумачке поставе, осим за Сару Вејн Калис односно осим гласа затворске докторице Саре Танкреди.

### Међународна адаптација
У априлу 2010. године, објављено је да ће серија бити адаптирана за Русију. Руска адаптација је имала премијерно приказивање 20. септембра 2010. године на Каналу један. Ова адаптација користи много одлика оригиналне серије, с неким сценама и дијалозима копираним комплетно, али такође уводи нову радњу и ликове који осликавају и одражавају руску реалност а не америчку.

### Веза сКраљевима бекства
Роберт Непер је репризирао своју улогу као Ти-Бег у телевизијској серији A&E Network-а из 2011. године — Краљеви бекства (енгл. Breakout Kings) —, коју су створили сценаристи Бекства из затвора Мет Олмстед и Ник Сантора.

## Занимљивости
- Идеја за серију представљена је продуцентима Фокса 2003. године, али није добила зелено светло, јер серија — наводно — није имала потенцијал за дугорочно приказивање. После неког времена, поново је разматрана могућност снимања десетоделне мини-серије, за коју су били највише заинтересовани глумци Стивен Сегал и Брус Вилис. Међутим, та прва идеја о мини-серији није реализована. Због популарности серија 24 (2001) и Изгубљени (2004), продуценти су променили одлуку и подржали реализацију серије.
- Снимање једне епизоде Бекства из затвора коштало је око 2 милиона долара. Исто толико коштало је и снимање једне епизоде серије Истражитељи из Мајамија. За једну епизоду серије 24 морало се платити око 2,5 милиона долара, а епизода Изгубљених коштала је више од 3,5 милиона долара.[143]
- Серија је снимана у затвору „Џолијет”, који је угашен већ неколико година. Многе сцене снимане су у ћелији у којој је некад боравио серијски убица Џон Вејн Гејси, познат и као „Кловн-убица”. Он је осуђен а касније и погубљен због силовања и убиства 33 дечака и тинејџера између 1972. и 1978. године (када је ухапшен).
- Погубљење на електричној столици није примарни инструмент егзекуције у Илиноису (где је смештена радња прве сезоне серије). У сценарију је прво било испланирано да Линколн Бароуз буде осуђен на погубљење смртоносном инјекцијом. Међутим, због шокантнијег ефекта, сценарио је измењен на погубљење на електричној столици. Држава Илиноис тренутно има мораторијум на одлуке о смртној казни.
- Вентворт Милер, најпопуларнији глумац у овој серији који тумачи лик Мајкла Скофилда, изабран је за улогу у последњем минуту. Снимање је почео већ недељу дана након добијања улоге.
- Уколико бисте желели да урадите тетоважу какву Мајкл Скофилд има у серији, било би вам потребно више од 200 часова, а цена такве тетоваже у Америци износи између 15 и 20 хиљада долара. Међутим, тетоважа коју Мајкл Скофилд носи заправо је одлично направљена маска. Састоји се из 20 делова и било је потребно више од четири часа да би се нанела у целости. Такође, скидање ове тетоваже с тела уз помоћ чистог алкохола захтевало је позамашну количину времена. С обзиром на то да је наношење тетоваже веома компликовано, то се чинило једном недељно, па је Вентворт морао тетоважу да носи и после снимања. Према његовим изјавама, када се тетовиран шетао градом, старице су се склањале с пута, а тинејџери одушевљено запиткивали о начину израде. Према изјави коју је Милер дао у једном интервјуу, Дејвид Бекам је био заинтересован да уради исту такву тетоважу.
- На питање новинара да ли је Вентворт Милер променио своје мишљење о америчком правосудном систему након снимања серије Бекство из затвора, он је одговорио да је само променио мишљење о људима иза решетка. „Мислим да бисмо сви ми желели да верујемо како немамо ништа заједничко с просечним затвореницима, али чињеница је да и они имају снове, страхове и наде, баш као и сви други”, рекао је Милер и додао: „Линија раздвајања између »нас« и »њих« није баш толико јасна као што би многи помислили.”
- Стејси Кич (који игра улогу управника „Фокс ривера”) провео је шест месеци у британском затвору и креирао је свој лик по угледу на људе који воде тај затвор.
- Многи бивши осуђеници који су казну одслужили у затвору „Џолијет” били су статисти на снимању серије.
- Роберт Непер (који у серији тумачи лик серијског убице Ти-Бега) сам је себи осмислио фризуру за улогу. Како је изјавио, такву фризуру је имао његов професор физике.
- У почетку је било планирано снимање само 13 епизода серије. Међутим, због великог успеха, продуценти компаније Фокс првобитно су серију продужили на 22 епизоде.
- Без обзира на велику гледаност у Америци (у просеку више од 10 милиона гледалаца по епизоди), серија је много популарнија у осталим земаља у којима се приказује.
- Према изјави коју је дао Рокмонд Данбар (који тумачи улогу Бенџамина Мајлса „Стотке” Френклина) у једном интервјуу, његов лик је требало да се појави у само две епизоде. Међутим, када је серија продужена на целу сезону, Стотка је постао стални члан глумачке екипе.
- Сајлас Вир Мичел (који тумачи улогу Шашавог), појавио се на аудицији за улогу Ти-Бега.
- Чак 13 затвора забранило је приказивање серије из мноштва разлога.

Извор тривије је преписан с веб-сајта РТС-а.

### Коиба
Сона је град на острву Коиба у Панами. Налази се 25 km (16 mi) од обале и тренутно је парк природе са многим природним лепотама и животињским врстама. На острву се налази Институт за истраживање и ренџери који се брину за чистоћу и здравље животиња. Од 1912. године на острву Коиба налазио се затвор основан од стране диктаторске власти и у њему су боравили најгори криминалци и политички затвореници. Највећа казна која се могла добити је 20 година, а смртне казне није било. Затвореници су се доводили бродом из Пуерто Мутиса два пута месечно, а пут је трајао шест часова. Спавали су у централној згради, где су имали цркву и малу клинику. Осим главне зграде, имали су и девет мањих објеката, где су имали своје фарме. Те фарме су осигуравале храну не само за њих, већ и за друге људе у Панами. Затвореници су радили по цео дан, а добијали су само један оброк дневно, тачно у подне, након чега су поново враћани на посао.
Према затвореницима се поступало веома окрутно. Неки су били обешени наглавачке за кошаркашки кош и тако висили по пет дана, све док им руке и зглобови не би натекли, а кости на зглобовима изашле кроз месо. Муве су на њима остављале своја јајашца, а пацови их јели док су беспомоћно запомагали. Неке затворенике су везали шпагом за коња и вукли до смрти, а неке убијали у џунгли приликом покушаја бега.
Остали затвореници који су били прави криминалци и убице, своје време су проводили убијајући остале затворенике. Неколико затвореника је и побегло... Пешачили су по 16 часова кроз џунглу до друге стране острва која је ближа копну, а онда пливали преко или се надали да ће их неки брод превести. Међутим, већина није успела; однеле су их јаке струје или су нестали у џунгли. На острву живе и разне врсте отровних паукова и змија, а део океана који окружује острво познат је по веома много врста риба и по великом броју ајкула. Бег је практично био немогућ.
Затвореници се се раздвајали на оне који су хетеросексуалци и оне који су хомосексуалци... Временом су оснивали мале градове с посебним одвојеним фармама. У следећим годинама власти су на острво доводиле банде из Панама Ситија, како би се обрачунавале са затвореницима из противничких банди. Након тих обрачуна, у локалним панамским новинама би биле објављиване слике обезглављених затвореника како леже на плажи у близини управе затвора.
Углавном, Коиба је било место које нико није хтео видети; људи су се бојали и причати о том месту. Занимљиво је да је острво Коиба једно од најлепших места у Панами, једно од ретких где људи нису уништили природне лепоте.
Постоји и легенда да неколико затвореника и дан-данас бежи и скрива се по острву, јер се боје да их не ухвате. Ренџер Мали Мали, који је у то време био затвореник а који сада ради у парку природе на острву, каже да такво нешто није могуће, јер нико нормалан не би остао на острву... Сви су гледали како да се што више удаље од њега.
Ових дана би требало да се појави документарац .
У неким текстовима се помиње да је и ФБИ слао неке затворенике на Коибу, тј. да је у то време Коиба била нешто слично данашњем Гвантанаму.